# TNC
TNC (ang. Threaded Navy Connector) – gniazda i wtyki współosiowe o stałej impedancji znamionowej, wynoszącej 50 Ω lub 75 Ω, najlepiej działa w paśmie częstotliwości 0–11 GHz. Ma lepszą wydajność niż złącze BNC w częstotliwościach mikrofalowych. Specyfikacja interfejsu dla TNC jest wymieniona w normie MIL-STD-348.
Złącze zostało opracowane pod koniec lat 50 XX w. i nazwane na cześć Paula Neilla z Bell Labs i Carla Concelmana z Amphenol. Złącza te są podobne do złączy BNC, ale mają mechanizm sprzęgający typu śrubowego, który zapewnia jednolity kontakt, minimalizując w ten sposób odbicia i tłumienie. Zostało opracowane ze względu na warunki środowiskowe, zwłaszcza wstrząsy i ekstremalne wibracje.

## Specyfikacje mechaniczne złącza TNC[2]
- Złącza męskie/wtykowe TNC: W złączu męskim TNC środkowy pin jest otoczony tuleją z gwintem od wewnątrz. Złącza męskie TNC są również znane jako złącza wtykowe TNC. Mają średnicę 0,590 cala (około 15,0 mm).
- Złącza żeńskie/gniazdowe TNC: W złączach żeńskich TNC gniazdo jest otoczone tuleją z gwintami na zewnątrz. Złącze ma długość zewnętrznego gwintu 0,378 cala (około 9,6 mm).
- Złącza RP-TNC są odmianą zwykłego złącza TNC z odwróconą polaryzacją. Tak więc złącze żeńskie RP-TNC będzie miało taką samą zewnętrzną obudowę jak standardowe złącze żeńskie TNC, z gwintami na zewnątrz, jednak środkowe gniazdo zostanie zastąpione męskim pinem. Podobnie, złącza męskie RP-TNC będą miały gwint wewnątrz, ale środkowy bolec męski będzie zastąpiony gniazdem[3].

Złącza TNC są dostępne w różnych wariantach np.: do montażu na płytkach drukowanych przy użyciu zarówno technik lutowania, jak i zaciskania na kablu. TNC posiada dopasowane uszczelnienie czołowe pomiędzy wtyczką, a gniazdem. Po połączeniu są zgodnie z IP 67.

## Zastosowanie
- Złącza TNC są szeroko stosowane w antenach, awionice, obronie, komunikacji i na rynkach przemysłowych